# Alojz Rehar
Alojz Rehar, carinik in pesnik, * 30. oktober 1948, Vipava.
Osnovno šolo je obiskoval v rojstnem kraju (1956-1964), gimnazijo v Ajdovščini (1965-1966) in izredno maturiral 1971 v Zagrebu. Od 1973 je bil ob delu izredno vpisan na Višjo upravno šolo v Ljubljani. Pri carinski službi se je zaposlil leta 1970. S pesništvom se je ukvarjal že v dijaških letih in v samozaložbi izdal pesniško zbirko Diagonala spomina (Soča, Nova Gorica 1971). Po obliki so pesmi modernistične, metaforika pa dokaj tradicionalna. Vsebinsko posegajo na področje eksistencialne problematike in notranjih konfliktov.